# Triphaenopsis coecata
Triphaenopsis coecata là một loài bướm đêm trong họ Noctuidae.